# حبیب‌آباد (تنکابن)

## جمعیت
این روستا در دهستان کترا قرار دارد و بر اساس سرشماری مرکز آمار ایران در سال 1390، جمعیت آن 503 نفر (98خانوار) بوده‌است.